# Cet incroyable besoin de croire
Cet incroyable besoin de croire est un essai de Julia Kristeva publié en 2007 chez Bayard. Il traite sous la forme d’un long dialogue du « besoin de croire » dans sa forme pré-religieuse et des idées reçues sur la religion et le christianisme.

## Développement
Julia Kristeva, en s’appuyant sur Sigmund Freud, sur sa propre expérience de psychanalyste, sa connaissance de la langue et de la littérature, étudie le « besoin de croire » dans son émergence individuelle avant l’apparition des formes organisées de la religion.
« N’est-il pas surprenant que nos sociétés sécularisées aient négligé cet incroyable besoin de croire ? — p. 39 »
« L’intelligence pressée s’est efforcée de limiter la raison à la seule conscience calculante : la conséquence en fut que le savoir s’est désintéressé de l’expérience intérieure jusqu’à ignorer son autorité intrinsèque (…) une connaissance émotionnelle, expérimentale et partageable de l’expérience intérieure est possible — Préface »
Elle donne une définition du « croire » :
« Que j’adhère à une religion, que je sois agnostique ou athée, je dis « je crois » pour faire entendre que « je tiens pour vrai ». De quelle vérité s’agit-il ? Pas de celle qui se démontre logiquement, qui se prouve scientifiquement, qui se calcule. Il s’agit d’une vérité « qui me tombe dessus », à laquelle je ne peux pas ne pas adhérer, qui me subjugue totalement, fatalement, que je tiens pour vitale, absolue, indiscutable : credo quia absurdum. Une vérité qui me tient, qui me fait être. Plutôt qu’une idée, une chose, une situation, serait-ce une expérience ? — p. 26 »
Et tente d’en montrer les conséquences politiques :
« Je suis persuadée qu’en prenant au sérieux ce besoin de croire pré-religieux, nous pourrions mieux affronter non seulement les dérives intégristes des religions dans le passé et jusqu’à aujourd’hui, mais aussi bien des impasses des sociétés sécularisées. — p. 39 »
« La découverte de l’inconscient par Freud nous a montré que bien loin d’être des « illusions », quoique tout en étant des illusions, les différentes croyances et spiritualités abritent, favorisent ou exploitent des mouvements psychiques précis qui permettent à l’être humain de devenir un être parlant, un foyer de culture ou à l’inverse de destructivité. — p. 59 »
Mais sa reconnaissance du « besoin de croire » est sans complaisance et tout au long de son livre, elle réserve son étude et sa restauration aux acteurs des sciences sociales et de la littérature, plus qu’aux religieux ou aux athées dont les extrémismes sont dénoncés, même s’ils sont analysés avec le recul du chercheur :
« Je prétends que l’alternative à la religiosité montante, comme à son envers qu’est le nihilisme borné, vient déjà et précisément de ces lieux de pensée que nous essayons non pas d’occuper mais de faire vivre. Qui nous ? nous  pour qui l’arrimage au vaste continent des sciences humaines provient de notre implication dans les langues et la littérature. — p. 64 »